# Diana Charité
Diana Charité was een typetje gespeeld door Kees van Kooten die voorkwam in het programma Keek op de week, "In bed met Van Kooten en De Bie" en "Deksel van de Desk" van het duo Van Kooten en De Bie waar ze haar mening over mannen ventileerde aan het duo.
Het personage Charité, “voormalig soubrette”,  was een zwaar opgemaakte - wat oudere - geblondeerde Haagse dame met groene felle oogschaduw, rode lippenstift, lange rood gelakte nagels en lange oorbellen. Verder had ze een harde, schreeuwerige en doorrookte stem, en een uitgesproken mening die ze al rokende te kennen gaf. Ze was ook kapster geweest en had de nodige mannen versleten maar werd daarna alleenstaand.
In een uitzending gaf ze haar mening over het tekort aan smakelijke mannen op de televisie met de mededeling dat er voor haar seksueel weinig viel te beleven. Ook klaagde ze dat vrouwen die op leeftijd komen ("oude rimpelkoppen") naar de radio gingen terwijl mannen op leeftijd ("speknekken met perkamenten hoofden") maar bleven zitten.
In een andere uitzending gaf ze haar mening over een optreden van de Chippendales waarbij ze van het optreden had genoten ("dan zit ik echt te soppen").
Favoriete stopwoordjes van haar zijn: ‘weet je wel, weet je niet’ en ‘ja toch niet dan‘.